# Zoran Lazarević

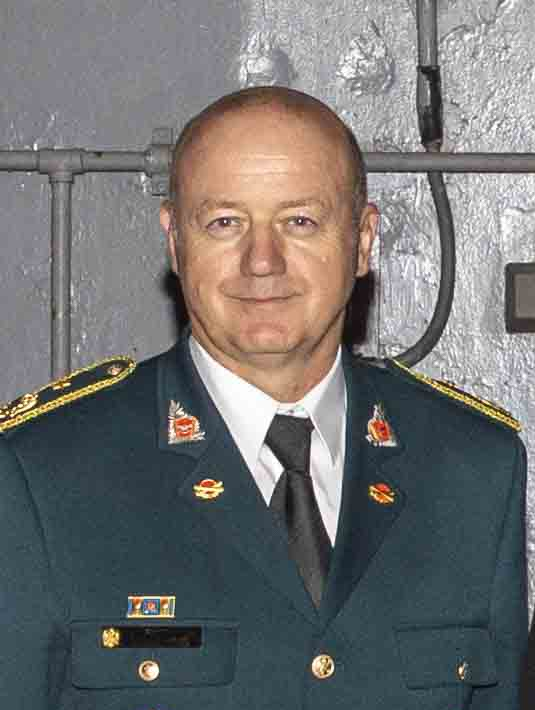
Lazarevic im Jahr 2023

Zoran Lazarević (* 4. Dezember 1967 in Šavnik) ist ein montenegrinischer Offizier im Range eines Brigadegenerals und Befehlshaber der Vojska Crne Gore, der Streitkräfte seines Heimatlandes.

## Leben
Lazarević wurde 1967 in Šavnik, einer kleinen Gemeinde im damals noch zu Jugoslawien gehörenden Montenegro, geboren. Nach seinem Abitur 1986 an einer Militärschule in Belgrad entschied er sich für eine Ausbildung zum Artillerieoffizier.

### Militärische Laufbahn
Die ersten Verwendungen als Offizier fand Zoran Lazarević bei Artillerieeinheiten der Jugoslawischen Volksarmee/Armee Jugoslawiens.
Bei der Neugründung der montenegrinischen Streitkräfte 2006, entschloss sich Lazarević, seinen Dienst dort fortzusetzen. Nach dem Abschluss eines Generalstabslehrgangs übernahm er dort ab Juli 2010 verschiedene Aufgaben im Generalstab. Im Mai 2016 übernahm er den Posten des stellvertretenden militärischen Vertreters Montenegros bei der NATO und EU.

### Privates
Der General ist verheiratet. Er hat zwei Töchter und einen Sohn. Zu seinen Hobbys zählen Wandern, Radfahren und Jagen. Neben seiner Muttersprache beherrscht er auch Englisch und Russisch.